# Festival di Cannes 1996
La 49ª edizione del Festival di Cannes si è svolta a Cannes dal 9 al 20 maggio 1996.
La giuria presieduta dal regista statunitense Francis Ford Coppola ha assegnato la Palma d'oro per il miglior film a Segreti e bugie di Mike Leigh.

## Selezione ufficiale

### Concorso
- Kansas City, regia di Robert Altman (Francia/USA)
- Un héros très discret, regia di Jacques Audiard (Francia)
- Io ballo da sola (Stealing Beauty), regia di Bernardo Bertolucci (Italia/Francia/Gran Bretagna)
- La seconda volta, regia di Mimmo Calopresti (Francia/Italia)
- Le tentazioni della luna (Feng yue), regia di Chen Kaige (Cina/Gran Bretagna)
- Verso il sole (The Sunchaser), regia di Michael Cimino (USA)
- Fargo, regia di Joel Coen (e Ethan Coen non accreditato) (USA)
- Crash, regia di David Cronenberg (Canada/Gran Bretagna)
- La stanza di Cloe (The Quiet Room), regia di Rolf de Heer (Australia/Italia/Francia)
- Comment je me suis disputé... (ma vie sexuelle), regia di Arnaud Desplechin (Francia)
- Due sulla strada (The Van), regia di Stephen Frears (Gran Bretagna/Irlanda)
- Po di Sangui, regia di Flora Gomes (Francia/Guinea-Bissau/Tunisia/Portogallo)
- Nan guo zai jan, nan guo, regia di Hou Hsiao-hsien (Taiwan)
- Nuvole in viaggio (Kauas pilvet karkaavat), regia di Aki Kaurismäki (Finlandia)
- Ridicule, regia di Patrice Leconte (Francia)
- Segreti e bugie (Secrets & Lies), regia di Mike Leigh (Francia/Gran Bretagna)
- Tierra, regia di Julio Medem (Spagna)
- Prea târziu, regia di Lucian Pintilie (Romania)
- Tre vite e una sola morte (Trois vies & une seule mort), regia di Raoul Ruiz (Francia/Portogallo)
- Les Voleurs, regia di André Téchiné (Francia)
- L'ottavo giorno (Le huitième jour), regia di Jaco van Dormael (Belgio/Francia/Gran Bretagna)
- Le onde del destino (Breaking the Waves), regia di Lars von Trier (Danimarca/Svezia/Francia/Paesi Bassi/Norvegia/Islanda)

### Fuori concorso
- Topolino e il cervello in fuga (Runaway Brain), regia di Chris Bailey (USA)
- Trainspotting, regia di Danny Boyle (Gran Bretagna)
- Girl 6 - Sesso in linea (Girl 6), regia di Spike Lee (USA)
- Il giorno della prima di Close Up, regia di Nanni Moretti (Italia/Francia)
- Microcosmos - Il popolo dell'erba (Microcosmos: Le peuple de l'herbe), regia di Claude Nuridsany e Marie Perennou (Francia/Svizzera/Italia)
- Amori e disastri (Flirting with Disaster), regia di David O. Russell (USA)
- Le affinità elettive, regia di Paolo e Vittorio Taviani (Italia/Francia)

### Un Certain Regard
- Buenos Aires Vice Versa, regia di Alejandro Agresti (Argentina/Paesi Bassi)
- Sydney, regia di Paul Thomas Anderson (USA)
- Irma Vep, regia di Olivier Assayas (Francia)
- Tutte pazze per Ken (Love Serenade), regia di Shirley Barrett (Australia)
- Lontano da Dio e dagli uomini (Few of Us), regia di Sharunas Bartas (Portogallo/Francia/Germania/Lituania)
- Un samedi sur la terre, regia di Diane Bertrand (Francia)
- Compagna di viaggio, regia di Peter Del Monte (Italia)
- Mossane, regia di Safi Faye (Germania/Senegal)
- No Way to Forget, regia di Richard Frankland
- Una scelta d'amore (Some Mother's Son), regia di Terry George (Irlanda/USA)
- I racconti del cuscino (The Pillow Book), regia di Peter Greenaway (Francia/Gran Bretagna/Paesi Bassi/Lussemburgo)
- La bouche de Jean-Pierre, regia di Lucile Hadžihalilović (Francia)
- Ho sparato a Andy Warhol (I Shot Andy Warhol), regia di Mary Harron (Gran Bretagna/USA)
- Bastard Out of Carolina, regia di Anjelica Huston (USA)
- Lulu, regia di Srinivas Krishna (Canada)
- Gabbeh, regia di Mohsen Makhmalbaf (Iran/Francia)
- Haïfa, regia di Rashid Masharawi (Palestina/Germania/Paesi Bassi)
- Riccardo III - Un uomo, un re (Looking for Richard), regia di Al Pacino (USA)
- Pasts, regia di Laila Pakalnina (Lettonia)
- Pramis, regia di Laila Pakalnina (Lettonia)
- Tre amici, un matrimonio e un funerale (The Pallbearer), regia di Matthew Reeves (USA)
- Un ragazzo, tre ragazze (Conte d'été), regia di Éric Rohmer (Francia)
- Fourbi, regia di Alain Tanner
- The Waste Land, regia di Deborah Warner (USA)
- Cwal, regia di Krzyzstof Zanussi (Polonia)

## Settimana internazionale della critica
- Les aveux de l'innocent, regia di Jean-Pierre Améris (Francia)
- Sous-sol, regia di Pierre Gang (Canada)
- Mi último hombre, regia di Tatiana Gaviola (Cile)
- The Empty Mirror, regia di Barry J. Hershey (USA)
- Chun hua meng lu, regia di Lin Cheng-Sheng (Taiwan)
- L'amante in città (The daytrippers), regia di Greg Mottola (Canada/USA)
- Yuri, regia di Yun-ho Yang (Corea del Sud)

## Quinzaine des Réalisateurs
- Salut cousin!, regia di Merzak Allouache (Francia/Algeria/Belgio/Lussemburgo)
- Il prigioniero del Caucaso (Kavkazskiy plennik), regia di Sergei Bodrov (Russia/Kazakistan)
- Sélect Hôtel, regia di Laurent Bouhnik (Francia)
- Encore, regia di Pascal Bonitzer (Francia)
- Parfait amour!, regia di Catherine Breillat (Francia)
- Mosche da bar (Trees Lounge), regia di Steve Buscemi (USA)
- Pasajes, regia di Daniel Calparsoro (Spagna)
- Jeunesse sans Dieu, regia di Catherine Corsini (Francia/Belgio)
- La Promesse, regia di Jean-Pierre e Luc Dardenne (Belgio/Francia/Lussemburgo)
- Shekvarebuli kulinaris ataserti retsepti, regia di Nana Dzhordzhadze (Francia/Georgia/Ucraina/Belgio)
- Mondani a mondhatatlant: Elie Wiesel üzenete, regia di Judit Elek (Ungheria/Francia)
- Haggyállógva Vászka, regia di Péter Gothár (Ungheria)
- Kids Return (Kizzu ritân), regia di Takeshi Kitano (Giappone)
- Macadam tribu, regia di José Laplaine (Mali/Francia/Zaire)
- Beautiful Thing, regia di Hettie Macdonald (Gran Bretagna)
- Le cri de la soie, regia di Yvon Marciano (Belgio/Francia)
- A tutta velocità (À toute vitesse), regia di Gaël Morel (Francia)
- Inside, regia di Arthur Penn (USA)
- Stella solitaria (Lone Star), regia di John Sayles (USA)
- Flame, regia di Ingrid Sinclair (Zimbabwe)
- Edipo sindaco (Oedipo alcalde), regia di Jorge Alí Triana (Colombia/Spagna/Messico/Cuba)
- Ci sarà la neve a Natale? (Y aura-t-il de la neige à Noël?), regia di Sandrine Veysset (Francia)
- Jude, regia di Michael Winterbottom (Gran Bretagna)
- Layla Lavan, regia di Arnon Zadok (Israele)

## Giurie

### Concorso
- Francis Ford Coppola, regista (USA) - presidente
- Michael Ballhaus, direttore della fotografia (Germania)
- Nathalie Baye, attrice (Francia)
- Henry Chapier, critico (Francia)
- Atom Egoyan, regista (Canada)
- Eiko Ishioka, artista (Giappone)
- Krzysztof Piesiewicz, sceneggiatore (Polonia)
- Greta Scacchi, attrice (Italia)
- Antonio Tabucchi, scrittore (Italia)
- Anh Hung Tran, regista (Francia)

### Caméra d'or
- Françoise Fabian, attrice - presidente
- Daniel Schmid, regista - presidente
- Gian Luca Farinelli
- Ramón Font, critico
- Sandrine Gady
- Jacques Kermabon, critico
- Antoine Simkine

## Palmarès
- Palma d'oro: Segreti e bugie (Secrets & Lies), regia di Mike Leigh (Francia/Gran Bretagna)
- Grand Prix Speciale della Giuria: Le onde del destino (Breaking the Waves), regia di Lars von Trier (Danimarca/Svezia/Francia/Paesi Bassi/Norvegia/Islanda)
- Premio della giuria: Crash, regia di David Cronenberg (Canada/Gran Bretagna)
- Prix d'interprétation féminine: Brenda Blethyn - Segreti e bugie (Secrets & Lies), regia di Mike Leigh (Francia/Gran Bretagna)
- Prix d'interprétation masculine: Daniel Auteuil e Pascal Duquenne - L'ottavo giorno (Le huitième jour), regia di Jaco van Dormael (Belgio/Francia/Gran Bretagna)
- Prix de la mise en scène: Joel Coen - Fargo (USA)
- Prix du scénario: Jacques Audiard e Alain Le Henry - Un héros très discret, regia di Jacques Audiard (Francia)
- Grand Prix tecnico: Microcosmos - Il popolo dell'erba (Microcosmos: Le peuple de l'herbe), regia di Claude Nuridsany e Marie Perennou (Francia/Svizzera/Italia)
- Caméra d'or: Tutte pazze per Ken (Love Serenade), regia di Shirley Barrett (Australia)
- Premio Mercedes-Benz per il miglior film della Settimana della Critica: Les aveux de l'innocent, regia di Jean-Pierre Améris (Francia)
- Premio della giuria ecumenica: Segreti e bugie (Secrets & Lies), regia di Mike Leigh (Francia/Gran Bretagna)
  - Premio della giuria ecumenica - Menzione speciale: Chun hua meng lu, regia di Lin Cheng-Sheng (Taiwan) ex aequo Nuvole in viaggio (Kauas pilvet karkaavat), regia di Aki Kaurismäki (Finlandia)